# Dergano
Dergano (AFI: /ˈdɛrɡano/, Dèrghen in dialetto milanese, AFI: /ˈdɛrɡẽ/) è un quartiere  di Milano, compreso nel Municipio 9 e nel NIL n. 79 "Dergano”. 

## Storia

Stemma comunale

La piccola località rurale di Dergano, di antica origine, costituiva un comune compreso nella Pieve di Bruzzano, parte del Ducato di Milano.
Registrata agli atti del 1751 come un villaggio milanese di 236 abitanti saliti a 395 nel 1771, alla proclamazione del Regno d'Italia nel 1805 Dergano risultava avere 403 residenti. Nel 1808 il governo napoleonico lo annesse per la prima volta a Milano, ma gli austriaci annullarono il provvedimento nel 1816 dopo l'istituzione del Regno Lombardo-Veneto.
Nel 1853 il comune di Dergano contava 854 abitanti, nel 1861 ne aveva 930.
Il Comune venne aggregato nel 1868 ad Affori, a sua volta fuso a Milano in età fascista, assieme ad altri undici Comuni.

## Monumenti e luoghi d’interesse
La locale e storica parrocchia è dedicata a San Nicola.

## Infrastrutture e trasporti
- Linea M3: stazioni di Dergano e di Piazzale Maciachini

Il quartiere di Dergano è attraversato a sud dalla circonvallazione esterna (della 90/91) e a est dal Viale Enrico Fermi, ovvero la parte iniziale della Superstrada Milano-Meda. Inoltre, nel quartiere ha origine il percorso della strada Comasina, che collega Milano (Piazzale Maciachini) a Como e alla Svizzera. Anticamente, la principale strada che collegava Milano a Como era la così chiamata "Comasinella"; questa è l'attuale via Benigno Crespi, ovvero la strada che marca il confine tra Dergano e Montalbino.
Nel quartiere sono presenti due stazioni della linea M3 della metropolitana di Milano, Dergano e Maciachini; quest'ultima si trova lungo il confine tra Dergano e Montalbino.
Varie linee di autobus e filobus, gestite da ATM, collegano Dergano ai quartieri limitrofi e a tutti gli altri quartieri che sorgono lungo la circonvallazione.